# Dobrna
Dobrna je naselje i središte istoimene općine u istočnoj Sloveniji. Dobrna se nalazi u pokrajini Štajerskoj i statističkoj regiji Savinjskoj. 

## Stanovištvo
Prema popisu stanovništva iz 2002. godine Dobrna je imala 554 stanovnika.

## Vanjske poveznice
- Plan i karta naselja  Arhivirana inačica izvorne stranice od 29. srpnja 2017. (Wayback Machine)